# Witkowo Drugie
Witkowo Drugie (niem. Wittchow bei Stargard) – wieś w Polsce, w województwie zachodniopomorskim, w powiecie stargardzkim, w gminie Stargard
Miejscowość leży nad Małą Iną, 3 km na południe od Stargardu. 

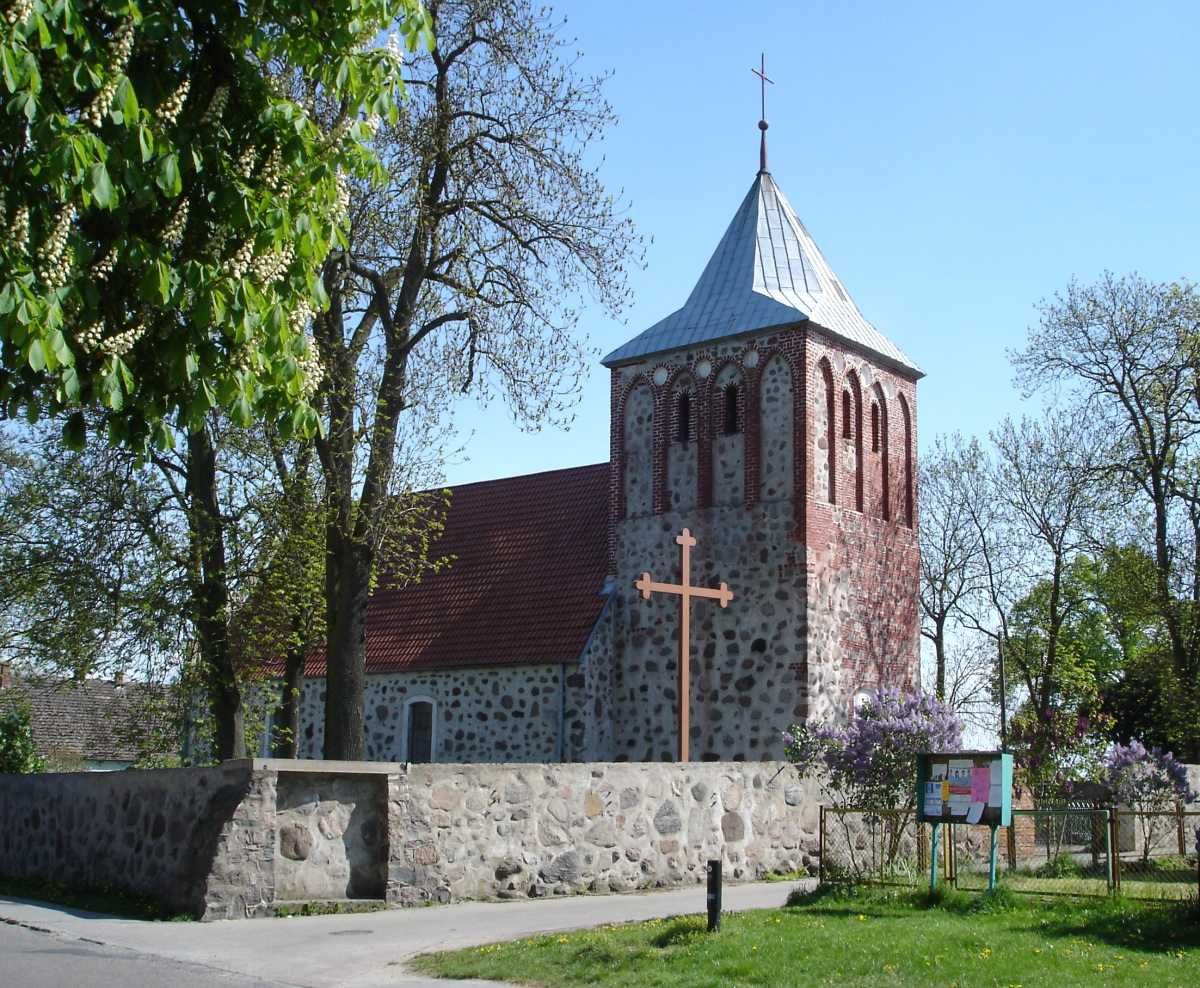
Kościół pw. Matki Boskiej Różańcowej

Wieś w 1229 została nadana joannitom. Wieś jest wytyczona ze wschodu na zachód w kształcie owalnicy, z centralnie położonym kościołem pw. Matki Boskiej Różańcowej, który został zbudowany w końcu XV. Wewnątrz zachowały się oryginalne freski naścienne, drewniany ołtarz, empora organowa oraz ławki.
W latach 1975–1998 miejscowość administracyjnie należała do województwa szczecińskiego.
Do Witkowa można dojechać linią MZK Stargard nr: 36 i 30